# Преподобни Аврам
Преподобни Аврам (око 350. – између 422. и 444.) – хришћански подвижник, сиријски пустињак, епископ града Кира.

## Биографија
Податке о Аврамовом животу износи Теодорит Кирски у 17. поглављу своје књиге „Историја богољубаца“ (5. век). Аврам је рођен у близини града Кира у време цара Теодосија Великог.. Као млад се замонашио. Бдењем, стојећи у молитви и посту, Аврам је толико исцрпео своје тело да је веома дуго остао непомичан и није могао да хода. Добивши чудесно исцељење од Бога, у знак захвалности, Аврам је решио да се изложи опасности. Сакрио је своје монаштво и преселио се у једно велико либанско село, за које је сазнао да његови мештани живе у злу.
Прерушен у трговца, Аврам је, заједно са другим трговцима, дошао у Либан са врећама, као са намером да купи орахе. Изнајмио је кућу за малу накнаду и у њој чекао три-четири дана. Заједно са другим хришћанима у кући, почео је тихо да обавља богослужења. Када су мештани чули певање псалама, весник је позвао све мушкарце и жене из села, и они су блокирали врата Авраамове куће, а затим донели велику количину земље и бацили је на кров и у кућу. Упркос томе, становници куће су наставили само да се моле Богу. На заповест старешине, становници су зауставили свој гнев, отворили врата, помели земљу и наредили Аврааму и његовим сапутницима да напусте село.
Док се све ово дешавало, у село су дошли порезници и почели да сурово кажњавају становнике због неплаћања, неке су стављали у окове, а друге тукли бичевима. Аврам је одлучио да узврати мештанима добром за зло, он је постао јемац, обећавајући цариницима да ће после извесног времена добити сто златника, који су недостајали. Мештани, који су се лоше опходили према њему, били су изненађени његовом љубављу према њима, замолили су га за опроштај и позвали га да им буде заштитник. Аврам је отишао у град Емесу, тамо пронашао своје познанике, позајмио од њих сто златника и, вративши се у село, платио порез локалним становницима. Након тога, становници су замолили Аврама да им буде заштитник. Он је пристао под условом да се у селу изгради хришћанска црква. Мештани су се сложили и црква је подигнута. После тога су наговорили Аврама, и он је постао свештеник у цркви. Поживевши три године и припремивши свештенике за служење, Аврам је напустио село и поново се повукао у своју монашку келију.
Затим је постао епископ Харана. Као епископ, Аврам је наставио свој строги подвижнички живот: јео је мало хлеба и воде, ишао је без одеће и није ложио ватру. Ноћу је наизменично изводио четрдесет псалмодија, попуњавајући празнине између њих двоструким бројем молитава; пред крај ноћи би седео на столици и врло мало одспавао на њој. Поред хлеба, јео је сирово зеленило: зелену салату, цикорију, першун и воће. Одећа му је била груба и направљена од животињских кожа. И поред свог уздржања, за луталице који су му долазили, Аврам је увек имао спреман кревет, чист и укусан хлеб, ароматично вино, рибу, поврће и све остало. У подне је и сам служио скитнице за трпезом, хранио их, али притом ни сам није јео ништа од оброка припремљеног за скитнице. Осим тога, Аврам је био мудар судија у граду, правично је решавао све спорове између становника града.
Цар Теодосије је чуо за Авраама и наредио му да дође у престоницу. Аврам је говорио само сиријски и није разумео ни реч грчког; Упркос томе, када је стигао у Цариград, цар и његова деца клекли су на колена и затражили су од њега благослов. 
Аврам је, убрзо затим, умро у Цариграду, између 422. и 444. године.
Цар је желео да смести Аврамове мошти у престоницу, али је потом одлучио да тело покојника преда становницима града Кире. И сам цар се добровољно јавио да отпрати тело покојника до пристаништа за време испраћаја ишао је испред свих; пратио га је краљевски хор, затим претпостављени и потчињени, ратници и обични људи. Аврамово тело је довезено у Сирију морским путем. Аврамове мошти су тријумфално дочекане у Антиохији и другим градовима, све до реке Еуфрат. 